# アナザーコード: R 記憶の扉
『アナザーコード：R 記憶の扉』（アナザーコード アール きおくのとびら、英題：Another Code: R - A Journey into Lost Memories）は、シングが開発し任天堂より2009年2月5日に発売されたWii用アドベンチャーゲーム。

## 概要
2005年にニンテンドーDS用ソフトとして発売された前作『アナザーコード 2つの記憶』から2年後が舞台となっている。前作でも主人公を務めた少女・アシュレイが、父親・リチャードからキャンプ場のある「ジュリエット・レイク」に誘われ、そこで散策する中で亡き母親・サヨコとの記憶が蘇り、その謎に迫っていく物語である。
前作はDSのタッチペンなどの機能を利用した謎解きや仕掛けがあったが、今作ではWiiリモコンを利用した謎解きや仕掛けが盛り込まれている。今作では前作と異なりほぼ3D画面となっているが、基本的なシステムなどの部分は前作を踏襲している。
2024年1月19日に、リメイク版として前作とセットになった『アナザーコード リコレクション：2つの記憶 / 記憶の扉』がNintendo Switch用ソフトとして発売。リメイクにあたり、ストーリーの展開が一部追加・変更されている。

## ストーリー
前作『アナザーコード 2つの記憶』にて父親・リチャードと再会したアシュレイ。それから3年の時が経った、アシュレイ・16歳の8月。新たに勤め始めた研究所で多忙を極め、半年も家に帰っていない父に、アシュレイは溝を感じるようになっていた。そんなある日、リチャードに呼び出され、アシュレイは「ジュリエット・レイク」の湖畔にあるキャンプ場に赴くことになる。そのキャンプ場で、アシュレイは幼い頃の母の記憶に触れ、その謎に迫っていくことになる。

## 登場人物
声は「アナザーコード リコレクション」でのキャスト。

### ロビンズ
アシュレイ・ミズキ・ロビンズ
声 - 杉山里穂
本作の主人公。16歳の高校生。将来の夢はミュージシャンで、ギターを扱い、ヴォーカルの同級生男子とバンドを組んでいる。父親のリチャードとはぎくしゃくした関係になっている。
キャンプ場に着いてすぐバッグの置き引きに会い、バッグの行方を追ううちに家出少年のマシューと遭遇し、以降彼の父親捜しを手伝うことになる。
物語内でアシュレイは母サヨコが開発した装置「RAS（ラス、Reboot Another Systemの略）」を用いて謎解きを行う。その形状は、Wii版ではWiiリモコン型、『リコレクション』では右腕にはめる腕輪型になっている。
リチャード・ロビンズ
声 - 森田順平
アシュレイの父親。アシュレイをキャンプ場に呼び出す。「JCヴァレー」の研究所に勤務している科学者で、忙しさからアシュレイとは半年以上会えていない。作中長らく疎遠だったアシュレイと休日を利用してキャンプで交流するプランを立てていたが、さまざまなトラブルによって休日で非番にもかかわらず振り回されることとなる。
サヨコ・ロビンズ
声 - 五十嵐裕美
アシュレイが3歳の時に亡くなった、アシュレイの母親。黒い瞳をした日本人。今作では、アシュレイの幼い頃の記憶で度々登場する。リチャードのかつての同僚である科学者。
13年前にアシュレイとジュリエット・レイクに訪れている。
ジェシカ・ロビンズ
声 - 岡村明美
リチャードの妹。アシュレイの育ての母で、今もアシュレイと暮らしている。アシュレイの一番の理解者。キャンプ場には来ておらず、アシュレイと電話でのやり取りを行う。

### クルーソー家
マシュー・クルーソー
声 - 黒沢ともよ
ジュリエット・レイクで出会った家出少年。13歳。5年前に行方不明になった父親を探している。アシュレイと共に行動する機会が多く、彼も物語中に過去の記憶を思い出していく。将来の夢は科学者で、科学本を速読で内容を理解するなどその気質を見せる。
マイケル・クルーソー
マシューの父。宝くじに当選したことでジュリエット・レイクに観光開発会社『クルーソー・リゾート』を設立するが、その後行方不明になっている。
ケリー・クルーソー
声 - 加隈亜衣
マシューの妹。過去にジュリエット・レイクで事故死している。
エミリー・クルーソー
声 - 吉田聖子
マシューの母。ケリーが死亡した後に病死している。

### JCヴァレー
ジャド・フィッツジェラルド
声 - 小上裕通
JCヴァレーの創設者。故人。息子のライアンから母親の事故死の記憶を消すために、MJ研究所でアナザーの開発をしていたが頓挫。私財を投じてJCヴァレーを創立した。天才的な科学者。
レックス・アルフレッド
声 - てらそままさき
JCヴァレーの研究所の所長でエリザベスの父親。固い雰囲気の男性。4年前に離婚している。離婚したことでエリザベスに嫌悪されており、悩みの種になっている。
ライアン・グレイ
声 - 河西健吾
JCヴァレーの研究者。10代で科学者の道へ進んだ落ち着いた雰囲気の青年。あまり他人との交流に積極的ではなく研究所のスタッフも彼に関して知らないことが多い。記憶に関する脳科学に精通しており、アシュレイの記憶について助言をする。またサヨコと面識がある。
ソフィア・キャラハン
声 - 田中敦子
JCヴァレーの研究者。大人っぽい雰囲気をしている女性。。
マイク・タイラー（Wii版） / イアン・タイラー（リコレクション）
声 - 伊藤健太郎
JCヴァレーの研究者。眼鏡をかけた中年の男性。
『リコレクション』では名前が変更されている。
ジーナ・バーンズ
声 - 松浦チエ
JCヴァレーの研究者。優しい雰囲気をしている女性。
ビル・エドワード
声 - 浜田賢二
前作『2つの記憶』に登場したサヨコを殺した犯人。前作で死亡している。

### ジュリエット・レイク
エリザベス・アルフレッド
声 - 中恵光城
レックスの娘。16歳。わがままだが父親思いの女の子。トミーとジャネットと一緒にバンドを組んでおり、ボーカルとキーボードを担当。同じミュージシャンの夢を持つアシュレイをライバル視している。以前、プリンセスという名前の犬を飼っていた。お嬢様故の潔癖で、野宿生活をしているマシューを「汚い」「生意気」という理由で嫌っている。父のレックスが離婚したことで不安定になっている。
トミー・ハリソン
声 - 高橋英則
エリザベスのバンド仲間で、ギターと作曲を担当。ジュリエット・レイクのゲストハウスでアルバイトをしているが休憩と称してよくサボっている。また、ボブの店でバンドの練習をしている。
サム・ヒルマン
エリザベスのバンド仲間の男性。『リコレクション』には登場せず、彼のポジションはジャネットにされている。
ジャネット・ライス
声 - 加隈亜衣
Wii版ではアシュレイの同級生でエリザベスの従姉妹として登場し、レックスの依頼でエリザベスの機嫌を伺っている。やや強引な性格のためアシュレイには若干疎まれている。
『リコレクション』ではエリザベスのバンド仲間として登場しており、容姿も黒人で黒髪にドレッドヘア、エリザベスとの親戚関係もない別人になっている。担当はドラム。
シャーロット・グラハム
声 - 谷育子
代々ジュエリット・レイクに住むおばあさん。父のベンジャミンが時計台を建設したため、時計台の鍵を受け継いでいる。
Wii版では姪のルーシー・グラハムが登場しシャーロットやジュエリット・レイクについて教えてくれるが、『リコレクション』では未登場。
ボブ・フォックス
声 - 楠見尚己
ジュエリット・レイクにレストラン「ボブズ・フードハット」を構える男性。過去にサヨコのアドバイスでサーモン・ライスバーガーを作ることを思い立った。バーガーがマシューにも好評だったことから、インターネットでの通信販売も考えている。
ダン・マックスウェル
声 - 伊丸岡篤
ジュリエット・レイクの森林警備隊員。湖畔の自然を守るためパトロールをしており、家出少年のマシューの捜索もしている。Wii版では白人、『リコレクション』では黒人になっている。
謎の男 / グレッグ・デイビス
声 - 松本忍
キャンプ場に出没する、黒いスーツにサングラスをした怪しい男。

## 関連ソフト
- アナザーコード 2つの記憶 - 前作。
- ウィッシュルーム 天使の記憶 - 同一スタッフによるアドベンチャーゲーム。